# Lucinda
Lucinda ist ein weiblicher Vorname.

## Herkunft und Bedeutung
Lucinda ist eine Erweiterung des Namens Lucia, die vermutlich von Miguel de Cervantes für seinen Roman „Don Quichotte“ kreiert wurde.

## Namensträgerinnen
- Lucinda Ballard (1906–1993), US-amerikanische Kostümdesignerin
- Lucinda Brand (* 1989), niederländische Radrennfahrerin
- Lucinda Childs (* 1940), US-amerikanische Tänzerin und Choreographin
- Lucinda Creighton (* 1980), irische Anwältin und Politikerin
- Lucinda Franks (1946–2021), US-amerikanische Journalistin, Romanautorin und Memoirenschreiberin
- Lucinda Fredericks (* 1967), britische Reiterin
- Lucinda Green (* 1953), britische Reiterin
- Lucinda Jenney (* 1954), US-amerikanische Schauspielerin
- Lucinda Riley (1965–2021), nordirische Schriftstellerin
- Lucinda Ruh (* 1979), Schweizer Eiskunstläuferin
- Lucinda Williams (* 1953), US-amerikanische Roots-Rock- und Countrymusikerin

## Sonstiges
- Oscar und Lucinda, ein englisches Filmdrama nach Gillian Armstrong